# Autobianchi
Autobianchi (autoˈbjaŋki) — это итальянская марка автомобилей, совместно созданная фирмами Bianchi, Pirelli и Fiat в 1955 году. Под этой маркой выпускались почти преимущественно небольшие, малолитражные автомобили (как, например, семейный седан Autobianchi A111), ценившиеся, однако, выше, чем модели Fiat аналогичного размера. Марка Autobianchi также использовалась для тестирования новых инновационных концепций, таких как кузова из стеклопластика и передний привод.
Наиболее известными моделями марки являются Autobianchi A112 — компактный хетчбэк, представленный в 1969 году и пользовавшийся популярностью в Италии как гоночный автомобиль, а также Autobianchi Y10 — первый автомобиль Fiat, оснащённый новой системой FIRE (Fully Integrated Robotised Engine).
В 1989 году торговая марка Autobianchi была интегрирована с Lancia и окончательно прекратила своё существование в Италии в 1995 году, когда была снята с производства модель Y10.

## История

### Основание
Компания Bianchi была основана Эдуардо Бьянки (Edoardo Bianchi) в 1885 году и первоначально выпускала велосипеды. С 1899 года Bianchi выпускала также легковые автомобили класса «люкс». Две модели — Bianchi 15 и Bianchi 20 находились в пользовании гаража Ватикана. В ходе Второй мировой войны фабрика компании в Абруццо была разрушена бомбардировками. Сам Эдуардо Бьянки разбился в автокатастрофе в 1946 году и управление перешло к его сыну Джузеппе. Несмотря на строительство современной фабрики в Дезио, из-за разрухи и тяжёлых экономических условий производство автомобилей было решено не возобновлять, а сконцентрироваться на выпуске велосипедов и мотоциклов.
В дальнейшем, главный менеджер Bianchi Феруччо Куинтавалле (Ferruccio Quintavalle) распорядился о начале работ над разработкой прототипов автомобилей. Однако создание новых автомобилей оказалось неподъёмным для Bianchi и её руководство обратилось к крупным промышленным группам Fiat и Pirelli с предложением о создании совместной автомобильной компании. Соглашение было подписано и 11 января 1955 года рождается новая компания Autobianchi с акционерным капиталом в 3 млн итальянских лир, 33 % которого принадлежало семье Бьянки. Был возведён новый, современный автозавод в Дезио.
Каждый из партнёров чётко определял свою роль и интересы в предприятии. Fiat обеспечивал техническую базу и комплектующие, стремясь занять нишу малолитражных машин. Производитель шин Pirelli стремился расширить рынок сбыта. Bianchi обязалась выпускать кузова и осуществлять сборку готовых автомобилей. Таким образом, в результате слияния стало возможным организовать полный цикл производства.

### Bianchina

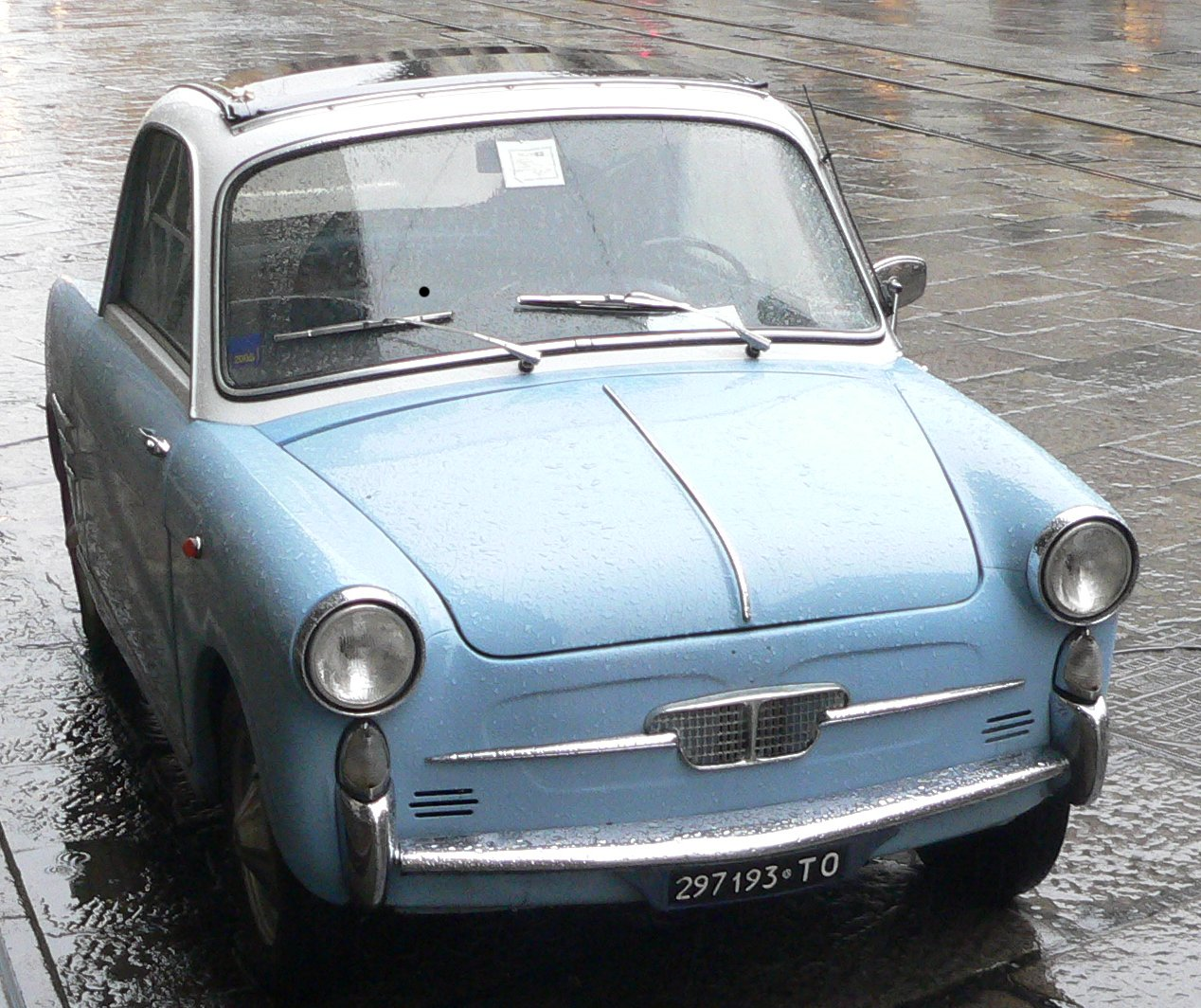
Autobianchi Bianchina Trasformabile Special

Первому автомобилю, выпущенному новой компанией, было присвоено название Bianchina в честь первого автомобиля Эдуардо Бьянки 1899 года. Технологически Bianchina основывалась на механизмах Fiat 500 — двухцилиндровый двигатель воздушного охлаждения устанавливался сзади, однако имела абсолютно новый кузов от Луиджи Рапи (Luigi Rapi) — главы кузовного подразделения Fiat, также помогавшего в налаживании производства в Дезио. Обладая премиум-дизайном, высококлассная малолитражка Bianchina смогла потеснить на рынке Fiat 500. Автомобиль рекламировался как «второй для семьи», его покупателями, в основном, являлись обеспеченные женщины — представительницы среднего класса.
Первая Bianchina сошла с конвейера в Дезио 11 сентября 1957 года и имела кузов 2-дверный ландолет, называемый «Trasformabile». Этот тип кузова был единственным до 1960 года, когда были введены 2-дверный кабриолет, 2-дверный седан «Berlina» и 3-дверный универсал «Panoramica». Кроме того, на базе этой машины выпускались и двухместные развозные фургоны.

### Stellina и Primula
В 1963 году, спустя пять лет после дебюта Bianchina, на Туринском автосалоне была представлена модель Stellina. Автомобиль имел 2-дверный кузов из стеклопластика, шасси Fiat 600D и был разработан Томом Тжаарда (Tom Tjaarda). Stellina выпускалась в 1964—1965 годах; всего выпущено 502 экземпляра. Модель была важным шагом Fiat в развитии технологий в автомобильной промышленности, а её высокая стоимость подчёркивала высокий статус Autobianchi в империи Fiat.
На следующий год была представлена модель Primula. Это была первая попытка Fiat создать переднеприводной автомобиль с поперечно расположенным двигателем, имевшем конфигурацию, подобную британской Mini. Разработанная под руководством директора Данте Джакозы, машина выпускалась под маркой Autobianchi для исследования реакции покупателей на новую концепцию.
Primula выпускалась с кузовами 2, 3 и 4-дверный седан и с двигателями 1221 см³ или 1197 см³. На вершине находилась модификация Coupe S с 4-цилиндровым мотором 1438 см³ (75 л. с.) от Fiat 124 Special. В трансмиссии всех машин отсутствовала пятая передача для ограничения мощности.

### A111 и A112
Столкнувшись с кризисом на рынке мотоциклов, Бьянки был вынужден продать свою долю и Autobianchi оказалась полностью интегрирована в Fiat SpA в 1968 году. В 1969 году было прекращено производство Bianchina. Кроме того, Autobianchi в составе Fiat Group оказалась подчинённой подразделению Lancia. В этом же году были запущены две новые модели — A111 и A112, не похожие на предыдущие машины марки и схожие с автомобилями Fiat.
A111 имела ряд узлов Primula, но была гораздо больше и просторнее и являлась единственным автомобилем Autobianchi в классе «компактных семейных автомобилей». Его стоимость была выше, чем у переднеприводного Fiat 128 и до отмены производства в 1972 году выпущено около 50,000 машин.

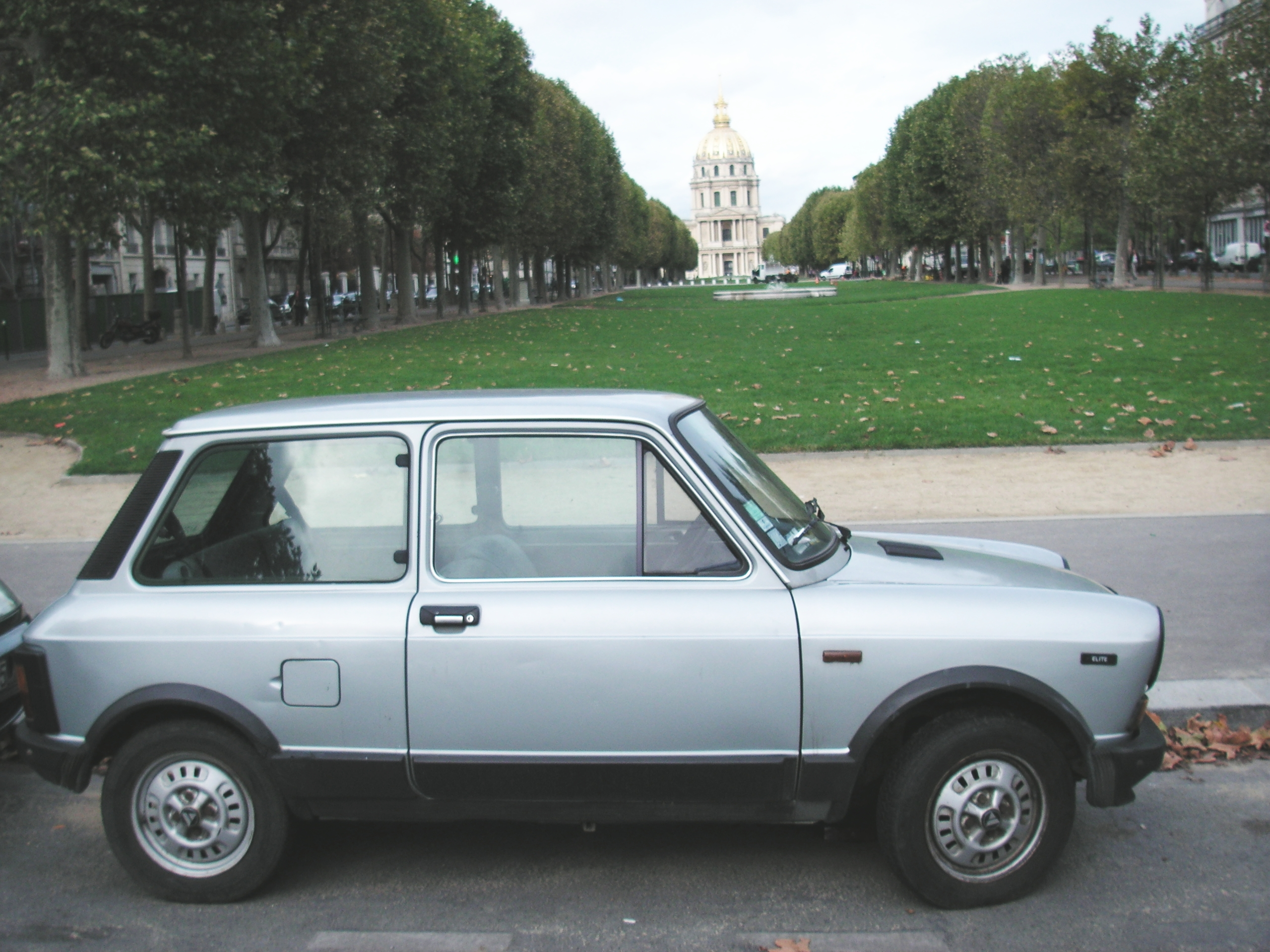
Autobianchi A112

A111 оказалась самой успешной моделью Autobianchi. Обладая современным дизайном, передним приводом и компактными размерами, автомобиль завоевал популярность не только в Италии, но и в Европе. Кроме того, выпускалась значительно более мощная спортивная версия «Abarth».
После снятия моделей Primula и A111 в начале 1970-х годов, Autobianchi стала «маркой одной машины». На зарубежных рынках A112 продавался под маркой Lancia за исключением Италии и Франции, где по-прежнему сохранялся исконный бренд Autobianchi.

### Упразднение марки
A112 выпускалась в течение 17 лет, подвергаясь частым, но незначительным изменениям. Всего выпущено около 1,250,000 машин A112. Наконец, в 1986 году A112 заменяется на модель Y10, основанную на узлах Fiat Panda. С самого начала производства для большинства экспортных рынков (кроме Франции) она продавалась под маркой Lancia Y10. Завод в Дезио был закрыт в 1992 году, а модель Y10 заменена на Lancia Ypsilon. Название Autobianchi просуществовало во Франции до 1989 года, а в Италии — до 1996 года.
В настоящее время правами на торговую марку обладает её официальный клуб «Registro Autobianchi».

## Модельный ряд
| Фото | Годы      | Модель    |
| ---- | --------- | --------- |
|      | 1957—1970 | Bianchina |
|      | 1964—1965 | Stellina  |
|      | 1964—1970 | Primula   |
|      | 1969—1972 | A111      |
|      | 1969—1986 | A112      |
|      | 1986—1996 | Y10       |